# Parentella laticollis
Parentella laticollis es una especie de mantis de la familia Mantidae.

## Distribución geográfica
Se encuentra en Botsuana y Namibia.